# Ye Si Ca
Ye Si Ca (встречается также написание через дефисы Ye-Si-Ca) — второй студийный альбом шведской поп-группы Secret Service, выпущенный в 1981 году. Альбом был записан на студии OAL Studio в Соллентуне (пригороде Стокгольма) и спродюсирован самой группой.
Песни «Ye-Si-Ca» и «L.A. Goodbye» были выпущены как синглы.

## Список композиций
| No. | Название песни        | Длительность | Авторы                     |
| --- | --------------------- | ------------ | -------------------------- |
| 1   | «L. A. Goodbye»       | 3:04         | Тим Норелл, Бьорн Хокансон |
| 2   | «Broken Hearts»       | 3:22         | Тим Норелл, Бьорн Хокансон |
| 3   | «Angelica & Ramone»   | 3:12         | Клаес аф Гейерстам         |
| 4   | «Friday Night»        | 3:44         | Тим Норелл, Бьорн Хокансон |
| 5   | «I Know»              | 3:10         | Тим Норелл, Бьорн Хокансон |
| 6   | «Ye Si Ca»            | 3:10         | Тим Норелл, Бьорн Хокансон |
| 7   | «King & Queen»        | 3:28         | Тим Норелл, Бьорн Хокансон |
| 8   | «Crossing a River»    | 3:40         | Тим Норелл, Бьорн Хокансон |
| 9   | «Don’t Go Away»       | 3:26         | Тим Норелл, Бьорн Хокансон |
| 10  | «Stay Here the Night» | 3:34         | Тим Норелл, Бьорн Хокансон |

## Участники записи[2]
- Ула Хоканссон – вокал, исполнительный продюсер альбома
- Лейф Паулсен – бас
- Лейф Йоханссон – барабаны
- Тонни Линдберг – гитара
- Тим Норелл, Ульф Вальберг – клавишные
- Ове Норстен – инженер звукозаписи
- TitttuT – фото на обложку альбома